# Лопатник
Лопатник (рум. Lopatnic) — село в Единецком районе Молдавии. Относится к сёлам, не образующим коммуну.

## География
Расположено примерно в 18 км к западу от города Единец рядом с молдавско-румынской границей. Западнее села река Лопатинка впадает в Прут.
Село расположено на высоте 163 метров над уровнем моря.

## Население
По данным переписи населения 2004 года, в селе Лопатник проживает 1401 человек (682 мужчины, 719 женщин).
Этнический состав села:
| Национальность | Число жителей | Процентный состав |
| -------------- | ------------- | ----------------- |
| молдаване      | 1356          | 96.79             |
| украинцы       | 20            | 1.43              |
| румыны         | 14            | 1.0               |
| русские        | 9             | 0.64              |
| прочие         | 2             | 0.14              |
| Всего          | 1401          | 100%              |